# Девон 30
Девон 30 (англ. Devon 30) — індіанська резервація в Канаді, у провінції Нью-Брансвік, у межах графства Йорк.

## Населення
За даними перепису 2016 року, індіанська резервація нараховувала 1038 осіб, показавши зростання на 20,1%, порівняно з 2011-м роком. Середня густина населення становила 381 осіб/км².
З офіційних мов обидвома одночасно володіли 30 жителів, тільки англійською — 1 010. Усього 30 осіб вважали рідною мовою не одну з офіційних, з них 25 — одну з корінних мов.
Працездатне населення становило 53,1% усього населення, рівень безробіття — 15,8%.
Середній дохід на особу становив $21 993 (медіана $16 971), при цьому для чоловіків — $22 443, а для жінок $21 598 (медіани — $16 704 та $17 472 відповідно).
35,9% мешканців мали закінчену шкільну освіту, не мали закінченої шкільної освіти — 33,8%, 31% мали післяшкільну освіту, з яких 22,7% мали диплом бакалавра, або вищий.
| Статево-вікова структура населення | Статево-вікова структура населення | Статево-вікова структура населення | Статево-вікова структура населення | Статево-вікова структура населення |
| ---------------------------------- | ---------------------------------- | ---------------------------------- | ---------------------------------- | ---------------------------------- |
|                                    |                                    |                                    |                                    |                                    |
| Всього                             | Всього                             | 48,6%51,4%                         |                                    |                                    |
| 0 — 14 років                       | 0 — 14 років                       |                                    | 31,4%                              | 31,4%                              |
| 15 — 64 років                      | 15 — 64 років                      |                                    | 63,3%                              | 63,3%                              |
| 65 і більше                        | 65 і більше                        |                                    | 5,3%                               | 5,3%                               |
| 85 і більше                        | 85 і більше                        |                                    | 0,5%                               | 0,5%                               |
| Середній вік (років)               | Середній вік (років)               | 29,231,4                           | 30,3                               | 30,3                               |
| Медіана (років)                    | Медіана (років)                    | 27,029,2                           | 27,9                               | 27,9                               |
| — чоловіки — жінки                 |                                    |                                    |                                    |                                    |

| Походження мешканців:     | Походження мешканців:     | Походження мешканців: | Походження мешканців: | Походження мешканців: |
| ------------------------- | ------------------------- | --------------------- | --------------------- | --------------------- |
| Походження                |                           |                       | осіб                  | %                     |
| Корінні американці        | Корінні американці        |                       | 890                   | 85.99%                |
| Інше північноамериканське | Інше північноамериканське |                       | 130                   | 12.56%                |
| Європейське               | Європейське               |                       | 195                   | 18.84%                |
| британське                | британське                |                       | 120                   | 11.59%                |
| французьке                | французьке                |                       | 60                    | 5.8%                  |
| Азійське                  | Азійське                  |                       | 10                    | 0.97%                 |

## Клімат
Середня річна температура становить 5,1°C, середня максимальна – 23,5°C, а середня мінімальна – -16,7°C. Середня річна кількість опадів – 1 134 мм.
| Клімат поселення                              | Клімат поселення | Клімат поселення | Клімат поселення | Клімат поселення | Клімат поселення | Клімат поселення | Клімат поселення | Клімат поселення | Клімат поселення | Клімат поселення | Клімат поселення | Клімат поселення | Клімат поселення |
| Показник                                      | Січ.             | Лют.             | Бер.             | Квіт.            | Трав.            | Черв.            | Лип.             | Серп.            | Вер.             | Жовт.            | Лист.            | Груд.            |                  |
| Середній максимум, °C                         | −3,75            | −1,92            | 3,68             | 10,16            | 17,00            | 22,16            | 23,49            | 22,50            | 17,60            | 11,54            | 5,45             | −2,33            |                  |
| Середня температура, °C                       | −10,21           | −8,38            | −2,78            | 3,70             | 10,54            | 15,70            | 19,12            | 18,16            | 13,25            | 7,19             | 1,10             | −6,69            |                  |
| Середній мінімум, °C                          | −16,67           | −14,84           | −9,23            | −2,75            | 4,08             | 9,23             | 14,78            | 13,80            | 8,91             | 2,84             | −3,23            | −11,02           |                  |
| Норма опадів, мм                              | 106              | 80               | 91               | 85               | 93               | 90               | 95               | 89               | 94               | 97               | 105              | 109              |                  |
| Середньомісячна швидкість вітру, м/с          | 3.52             | 3.59             | 3.78             | 3.69             | 3.39             | 2.98             | 2.70             | 2.51             | 2.80             | 3.15             | 3.39             | 3.50             |                  |
| Середньомісячна сонячна радіація, кДж/м²·день | 5329             | 8526             | 12324            | 15460            | 18265            | 20184            | 19875            | 17603            | 13115            | 8431             | 4981             | 4173             |                  |
| --------------------------------------------- | ---------------- | ---------------- | ---------------- | ---------------- | ---------------- | ---------------- | ---------------- | ---------------- | ---------------- | ---------------- | ---------------- | ---------------- | ---------------- |
| Джерело:                                      |                  |                  |                  |                  |                  |                  |                  |                  |                  |                  |                  |                  |                  |